# Тревор Френсіс
Тревор Френсіс (англ. Trevor Francis, 19 квітня 1954, Плімут — 24 липня 2023, Марбелья) — англійський футболіст, що грав на позиції нападника. Відомий, зокрема, виступами за «Бірмінгем Сіті», «Ноттінгем Форест», «Манчестер Сіті», «Сампдорію», а також національну збірну Англії. Надалі — футбольний тренер.

## Клубна кар'єра
Тревора Френсіса запросили до «Бірмінгем Сіті», коли він ще не закінчив школу. За першу команду він дебютував у 1970 році у 16-річному віці. Його талант розкирився ще до 17-го дня народження, коли він забив покер у ворота «Болтон Вондерерз». За 8 років в «Бірмінгемі» Френсіс зіграв за клуб 280 матчів у чемпіонаті і забив у них 119 голів.
У 1979 році Френсіс перейшов в стан найсильнішого клубу Європи тих років «Ноттінгем Форест», причому за нього було сплачено рекордні на той час для англійського футболу £1,000,000. Разом з «Ноттінгемом» він двічі поспіль завоював Кубок європейських чемпіонів.
У 1981 році він перейшов в «Манчестер Сіті», де на нього звалилася низка травм. В результаті клуб не міг більше дозволити собі мати настільки високооплачуваного і при цьому часто травмованого гравця і Тревор незабаром був проданий в італійську «Сампдорію», з якою йому вдалося виграти Кубок Італії — перший трофей в історії клубу. В Італії Френсіс провів в цілому п'ять сезонів і після сезону в «Аталанті» перейшов до шотландського «Рейнджерс», після чого повернувся до Англії. Завершив кар'єру в 1994 році в «Шеффілд Венсдей», в якому був граючим тренером. У 1998 році включений у список 100 легенд Футбольної ліги.

## Кар'єра в збірній
У складі національної збірної Френсіс дебютував 9 лютого 1977 року в матчі проти збірної Нідерландів. Всього провів за збірну 52 матчі в яких забив 12 голів. Був у складі команди на чемпіонаті світу 1982 року, і взявши участь у всіх п'яти матчах своєї збірної, він відзначився двома забитими м'ячами у ворота збірних Чехословаччини та Кувейту.

## Тренерська кар'єра
У кінці кар'єри футболіста Френсіс став граючим тренером в «Квінз Парк Рейнджерс», а потім був так само граючим тренером в «Шеффілд Венсдей», з яким виходив у фінали Кубка Англії і Кубка Футбольної ліги. З 1996 по 2001 рік тренував клуб в якому починав як гравець — «Бірмінгем Сіті», з яким так само добирався до фіналу Кубка Футбольної ліги. Завершив тренерську кар'єру в команді «Крістал Пелес» в 2003 році. В даний час працює експертом на спортивних телеканалах, зокрема Sky Sports.

## Титули і досягнення

### Як гравця
- Чемпіон Європи (U-18): 1971, 1972

 «Ноттінгем Форест»
- Чемпіонат Англії
  - Срібний призер (1): 1978–79
- Кубок Ліги
  - Володар (1): 1978–79
  - Фіналіст (1): 1979–80
- Кубок європейських чемпіонів
  - Володар (2): 1978–79, 1979–80
- Суперкубок Європи
  - Володар (1): 1979

 «Сампдорія»
- Кубок Італії
  - Володар (1): 1984–85
  - Фіналіст (1): 1985–86

 «Рейнджерс»
- Кубок шотландської ліги
  - Володар (1): 1986–87

 «Шеффілд Венсдей»
- Кубок Ліги
  - Володар (1): 1990–91

### Як тренера
«Шеффілд Венсдей»
- Кубок Англії
  - Фіналіст (1): 1992–93
- Кубок Ліги
  - Фіналіст (1): 1992–93

 «Бірмінгем Сіті»
- Кубок Ліги
  - Фіналіст (1): 2000–01